# Gornji Kremen
Gornji Kremen falu Horvátországban, Károlyváros megyében. Közigazgatásilag Szluinhoz tartozik.

## Fekvése
Károlyvárostól 42 km-re délre, községközpontjától 4 km-re keletre, a Kordun területén, a Korana jobb partján fekszik.

## Története
A falu határában, a Korana partján állt Kremen vára, az ősi Ladihovići nemesség nemzetségi központja. A Ladihović nemzetség egyike volt az ország nemesi közösségeinek. Birtokaik, melyeket a török hódításig megtartottak, a Korana két partján Lađevac és Szluin irányában a Glina és a Klokoč forrásvidékére terjedtek ki, határosan a klokoči, smrčkovići és stojmerići nemesi területekkel. A közösség feje a bíró (knežinjak) volt. A legjelentősebb nemesi családok a Fabianić, a Nemanić, a Herendić, a Sanković, a Nikšić vagy Mikšić és a Cvetović családok voltak. Kremen várát, mely a Dalmáciába vezető ősi kereskedelmi utat ellenőrizte, valószínűleg az 1430-as években építtette Ladihović Domsa horvát bánhelyettes. 1442-ben özvegye Frangepán Istvánnak adta zálogba. 1454-ben a Čava család birtoka lett, akiktől 1461-ben a Herendić család vásárolta meg, a várjobbágyok pedig a család szluini ágához tartozó Frangepán Damján birtokába kerültek. 1507-ben a Frangepánok a várat is megvásárolták. A vár előbb Frangepán Györgyé, majd halála után Frangepán Ferenc (horvát bán) birtoka lett. Időközben a török mind gyakoribb támadásokat intézett a vidék elfoglalására, 1561-ben már Szluin várát is megostromolta. Frangepán Ferenc halála után leánytestvére, Anna, 1572-ben egyéb birtokok mellett Kremenről is lemondott és a határőrvidék katonaságának védelmére bízta. Ekkor a Heredićek még megpróbálták visszafoglalni, de nem jártak sikerrel. Krement, amit akkor csak kétfős őrség védett, a török végül 1582 augusztusában foglalta el. A törökök, akiket négy uszkók vezetett, éjjel rohanták meg a várat, amit felégettek, és negyven várjobbágyot hurcoltak rabságba. Ezt követően a vár és vidéke kihalt pusztaság maradt. Kremen várát azonban, mivel onnan a túloldali Szluin várát jól szemmel tarthatták, 1645-ben megerősítették a törökök. A horvátok csak 1699-ben, a karlócai békét követően szerezték vissza. Ezután főként pravoszláv vlach lakosság települt a vidékre, de jött néhány katolikus horvát család is. Utóbbiak azonban a kivetett adóterhek és a vlach zaklatások hatására hamarosan odébbálltak. Helyükre Modrus és Bosiljevo vidékéről jöttek újabb horvát családok, akik a mai lakosság ősei.
A falunak 1857-ben 320, 1910-ben 205 lakosa volt. Trianonig Modrus-Fiume vármegye Szluini járásához tartozott. 2011-ben 65 lakosa volt.

## Lakosság
| Lakosság változása | Lakosság változása | Lakosság változása | Lakosság változása | Lakosság változása | Lakosság változása | Lakosság változása | Lakosság változása | Lakosság változása | Lakosság változása | Lakosság változása | Lakosság változása | Lakosság változása | Lakosság változása | Lakosság változása | Lakosság változása |
| ------------------ | ------------------ | ------------------ | ------------------ | ------------------ | ------------------ | ------------------ | ------------------ | ------------------ | ------------------ | ------------------ | ------------------ | ------------------ | ------------------ | ------------------ | ------------------ |
| 1857               | 1869               | 1880               | 1890               | 1900               | 1910               | 1921               | 1931               | 1948               | 1953               | 1961               | 1971               | 1981               | 1991               | 2001               | 2011               |
| 320                | 212                | 191                | 225                | 207                | 205                | 198                | 225                | 215                | 221                | 211                | 165                | 1020               | 800                | 91                 | 65                 |

## Nevezetességei
Kremen várának csekély maradványai a falutól délnyugatra a Korana partján találhatók. Falaiból mára az egykori öregtorony sarkának egyetlen, mintegy két méter magas fala maradt meg. Az egykori várudvart övező falak helyén csak sáncszerű nyomok láthatók. A vár egész belső területét sűrű bozót borítja. A várból egykor jó kilátás nyílt a Korana völgyére, Szluinra és a Dalmáciába vezető régi kereskedelmi útra. Ma a kilátást a magasra nőtt fák takarják. 